# Fats Domino
Fats Domino, właśc. Antoine Dominique Domino Jr. (ur. 26 lutego 1928 w Nowym Orleanie, zm. 24 października 2017 w Harvey) – amerykański piosenkarz, kompozytor i pianista związany z gatunkiem rhythm and blues, a ściślej z jego ortodoksyjną nowoorleańską odmianą. Odznaczony National Medal of Arts. 
Ciepły, swobodny śpiew połączony z muzyką opartą na boogie-woogie przysporzył mu rzeszę fanów, daleko wychodzącą poza środowisko miłośników rhythm and bluesa. Fats Domino był najlepiej sprzedającym się popowym piosenkarzem lat pięćdziesiątych i sześćdziesiątych.
W roku 1986 Fats Domino został wprowadzony do Rock and Roll Hall of Fame, natomiast w 2010 został sklasyfikowany na 27. miejscu listy 100 najlepszych artystów magazynu „Rolling Stone”.

## Dyskografia
- Carry on Rockin' (1955)
- Rock and Rollin' with Fats (1956)
- This Is Fats (1956)
- Here Stands Fats Domino (1958)
- The Fabulous Mr. D (1958)
- Let's Play Fats Domino (1959)
- A Lot of Dominos (1960)
- Fats Domino (1960)
- I Miss You So (1961)
- Let the Four Winds Blow (1961)
- What a Party (1962)
- Twistin the Stomp (1962)
- Walking to New Orleans (1963)
- Just Domino (1963)
- Let's Dance with Domino (1963)
- Here He Comes Again (1963)
- Here Comes Fats (1963)
- Fantastic Fats (1964)
- Trouble in Mind (1965)
- Fats Domino '65 (1965)
- Getaway with Fats Domino (1966)
- Southland U.S.A. (1966)
- Fats Domino Swings (1967)
- Stompin' (1967)
- Fats Is Back (1968)
- Ain't That a Shame (1970)
- Fats (1970)
- Cookin' with Fats (1971)
- Live in Las Vegas (1973)
- Big Rock Sounds (1974)
- Live at Montreux (1974)
- Live in New York (1976)
- Live in Europe (1978)
- Fats Domino 1980 (1980)
- Jambalaya (1984)
- Live in Concert (1985)
- The Fat Man Live (1986)
- Easy Riding (1988)
- Christmas Gumbo (1993)
- The Fats Man (1995)
- The Fat Man Sings Live (1996)
- Live in Concert (1996)
- Live at Gilley's (1999)
- The Hits Alive (1999)

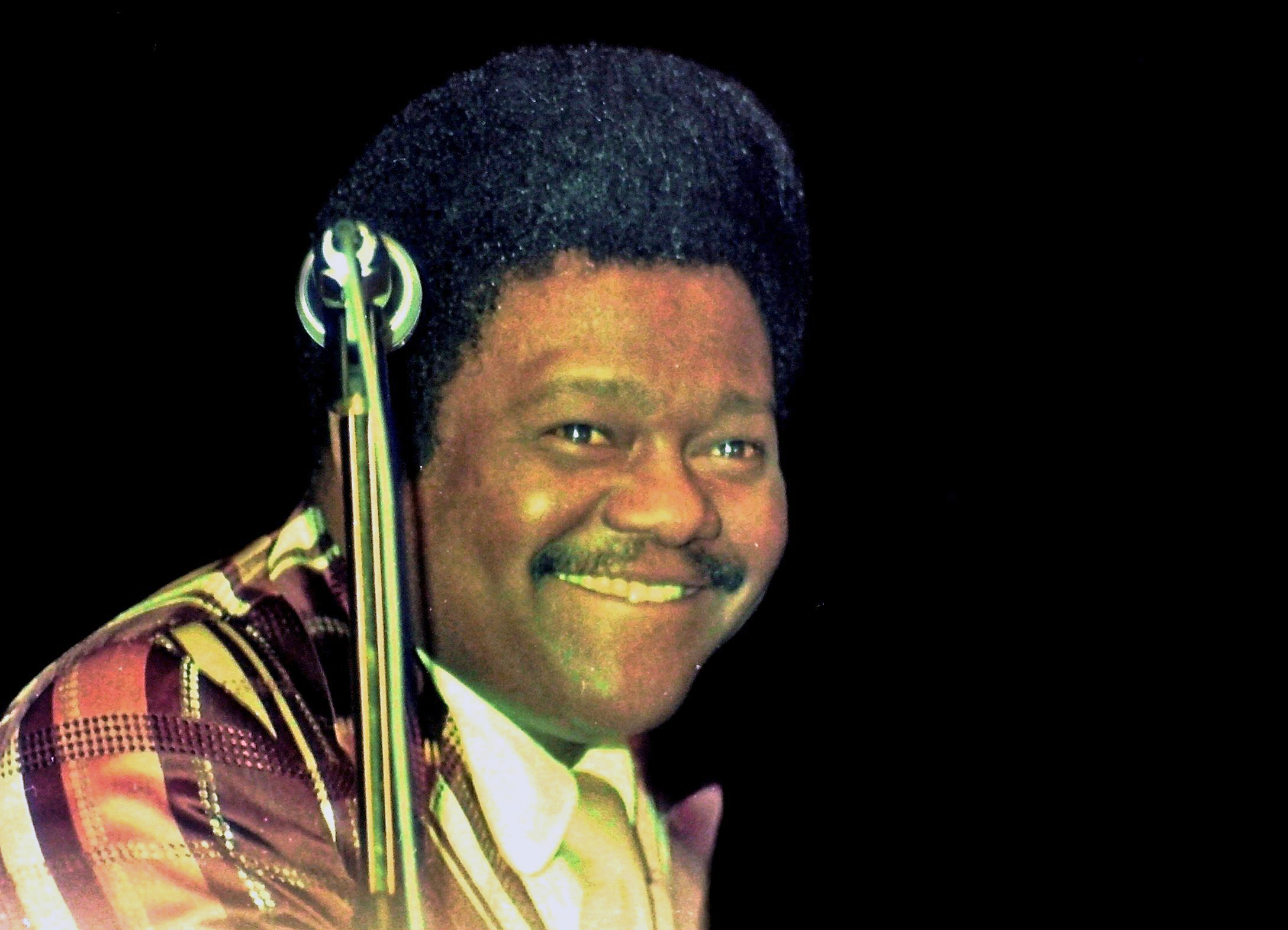
Fats Domino (1977)

- The Legends of New Orleans - Fats Domino Live! (2003)